# Shake Your Body (Down to the Ground)
«Shake Your Body (Down to the Ground)» (с англ. — «Встряхнись (До самых кончиков пальцев)») — песня американской музыкальной группы The Jacksons, второй сингл из их 14-го студийного альбома Destiny. Композиция написана братьями Майклом и Рэнди Джексонами и спродюсирована всеми участниками группы. Релиз сингла состоялся в декабре 1978 года на лейбле Epic Records.
Сингл занял 7-ю строчку в американском чарте Billboard Hot 100, стал четвёртым в хит-параде Великобритании и третьим в Нидерландах. Песня получила несколько музыкальных сертификатов разного достоинства.
Британский журнал New Musical Express включил данную композицию в свой список «500 величайших песен всех времён», разместив её в нём на 266-й позиции.

## Выпуск сингла и реакция критиков
Когда в 1977 году группа The Jackson 5 покинула лейбл Motown Records и подписала контракт с Epic в надежде обрести больше творческой свободы, представители компании сомневались, что Джексоны смогут самостоятельно написать и спродюсировать что-то стоящее. Лишь в конце 1978 года, уже под названием The Jacksons, они сумели выпустить свою первую полноценную работу без стороннего вмешательства продюсеров — альбом Destiny. Вторым синглом из пластинки в декабре 1978 года стала песня «Shake Your Body (Down to the Ground)», написанная Майклом и Рэнди Джексонами. Ранняя демоверсия композиции называлась «Shake a Body», она была выпущена в сборнике хитов Майкла Джексона The Ultimate Collection. Сингл занял 7 строчку в американском чарте Billboard Hot 100, стал четвёртым в хит-параде Великобритании и третьим в Нидерландах. Песня получила несколько музыкальных сертификатов разного достоинства. «Shake Your Body (Down to the Ground)» вошла в многочисленные сборники хитов The Jacksons, а также в несколько сольных компиляций Майкла Джексона: The Ultimate Collection, The Essential Michael Jackson и This Is It.
Журналист Cashbox писал: «The Jacksons смогли собрать в этом треке всё: вибрирующую ритм-секцию, серьёзный бит, поразительный припев. Сюда отлично вписались струнные и духовые, но главное украшение песни — вокал Майкла Джексона». Обозреватель Billboard отметил в композиции песенную форму «Отклик-ответ», уходящую корнями в жанр госпела. Музыкальный критик Нельсон Джордж посчитал, что эту композицию можно назвать «реальной отправной точкой взрослой карьеры Майкла Джексона».

## Концертные выступления
В конце 1970-х годов The Jacksons исполнили «Shake Your Body» в музыкальных телепрограммах American Bandstand, Soul Train, TopPop, а также в их собственном телевизионном варьете-шоу Midnight Special. Группа выступала с песней на концертах своих туров Destiny World Tour (1979—1980), Triumph Tour (1981), Victory Tour (1984) и Unity Tour (2012—2013). В сентябре 2001 года The Jacksons исполнили «Shake Your Body» на двух концертах, посвящённых 30-летию сольной карьеры Майкла Джексона. Композиция вошла в сет-лист первой половины сольного турне Майкла Bad Tour (1987). Кроме того было запланировано, что фрагмент песни будет звучать на концертах несостоявшегося в связи со смертью певца тура This Is It, репетиция вошла в документальный музыкальный фильм о подготовке к шоу «Майкл Джексон: Вот и всё».

## Список композиций
- 7" (номера в каталоге Epic Records: США — 8-50656, Европа — EPC 7124)[24]

| №  | Название                               | Длительность |
| -- | -------------------------------------- | ------------ |
| 1. | «Shake Your Body (Down to the Ground)» | 3:43         |

| №  | Название                                 | Длительность |
| -- | ---------------------------------------- | ------------ |
| 2. | «That’s What You Get (For Being Polite)» | 4:56         |

- 12" (номер в каталоге Epic Records — ES 12009)[24]

| №  | Название                               | Длительность |
| -- | -------------------------------------- | ------------ |
| 1. | «Shake Your Body (Down to the Ground)» | 8:37         |

| №  | Название              | Длительность |
| -- | --------------------- | ------------ |
| 2. | «Things I Do For You» | 4:05         |

## Участники записи
- Майкл Джексон, Рэнди Джексон — текст, музыка
- Тито Джексон — гитара
- The Jacksons — вокал, бэк-вокал, продюсирование, аранжировка вокала
- Эд Грин — ударные
- Грег Филингейнс[англ.] — синтезатор, клавишные, аранжировка ритма
- Паулинью да Кошта[англ.] — перкуссия
- Майкл Боддикер[англ.] — синтезатор
- Tom Tom 84 — аранжировка струнных и духовых

## Позиции в чартах и сертификации
| Чарт (1979)         | Высшая позиция |
| ------------------- | -------------- |
| Австралия           | 59             |
| Бельгия (Фландрия)  | 6              |
| Великобритания      | 4              |
| Ирландия            | 9              |
| Канада              | 13             |
| Нидерланды          | 3              |
| Новая Зеландия      | 8              |
| США (Hot 100)       | 7              |
| США (Black Singles) | 3              |

| Страна                | Сертификат |
| --------------------- | ---------- |
| Великобритания (BPI)  | Серебряный |
| Канада (Music Canada) | Золотой    |
| США (RIAA)            | Платиновый |